# Aphelandra goodspeedii
Aphelandra goodspeedii là một loài thực vật có hoa trong họ Ô rô. Loài này được Standl. & F.A.Barkley mô tả khoa học đầu tiên năm 1948.